# Ludwig Alexejewitsch Tschibirow

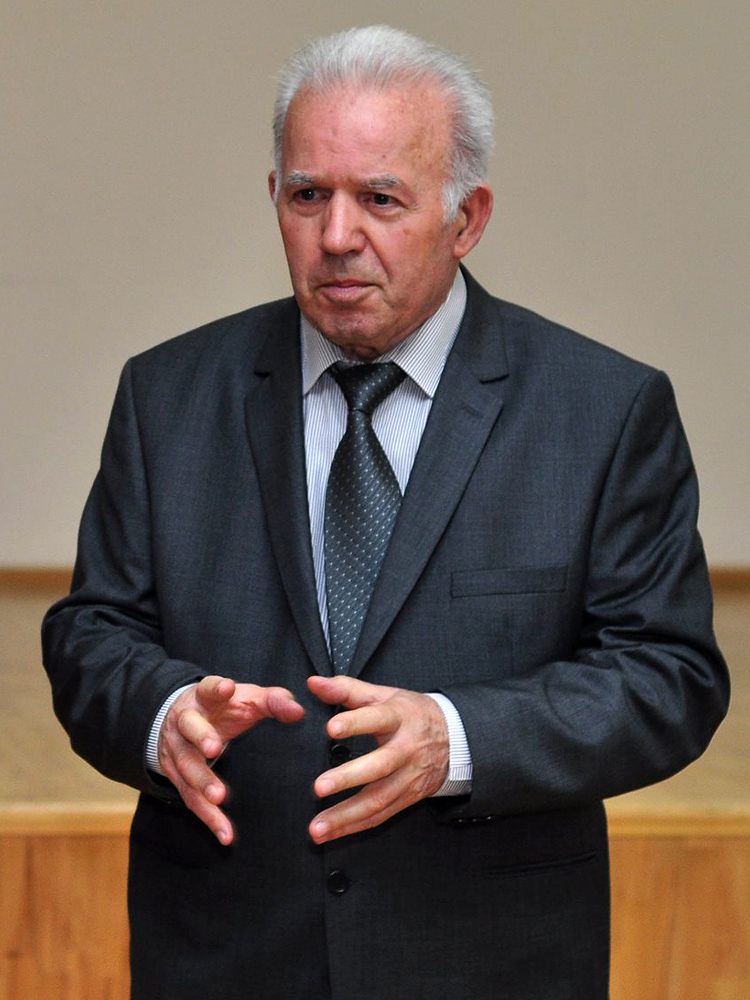
Ludwig Alexejewitsch Tschibirow, 2022

Ludwig Alexejewitsch Tschibirow (russisch Людвиг Александрович Чибиров, ossetisch: Цыбырты Алексейы фырт Людвиг; * 19. November 1932 in Zchinwali, Südossetisches Autonomes Gebiet) ist ein südossetischer Historiker und Politiker. Er war von 1996 bis 2001 Staatsoberhaupt Südossetiens.

## Leben
Tschibirow hat in Geschichte promoviert, war Professor für Geschichte und Universitätspräsident der Staatlichen Universität Batumi.
Vom 17. September 1993 bis zum 27. November 1996 war er Parlamentspräsident – Vorsitzender des Obersten Sowjets (später Ältestenrat) – und damit Inhaber des wichtigsten und mit den meisten Vollmachten ausgestatteten politischen Amts Südossetiens. Am 10. November 1996 wurde er nach einer international nicht anerkannten Wahl erster Inhaber des neugeschaffenen Präsidentenamts Südossetiens. Tschibirow war neben vier anderen Kandidaten und dem früheren Kabinettschef Wjatscheslaw Gabarajew der aussichtsreichste Bewerber und vom 27. November 1996 bis zum 18. Dezember 2001 im Amt.
Tschibirow galt als politisch moderat. Er plädierte für eine Vereinigung Süd- und Nordossetiens innerhalb Russlands und konnte sich auch ein vereintes Ossetien innerhalb der GUS vorstellen. Zugleich hielt er stets die Tür für eine politische Lösung innerhalb des georgischen Staates offen und verzichtete auf eine Konfrontation mit der georgischen Regierung. Es gab Phasen, in denen er mit Präsident Eduard Schewardnadse kooperierte. Er unterzeichnete im Juni 1998 eine gegenseitige Verpflichtungserklärung mit Schewardnadse. Damit wurde der politische Status von Südossetien definiert, die Rückkehr von Flüchtlingen ermöglicht und der Wiederaufbau der südossetischen Wirtschaft unterstützt.
Am 18. Dezember 2001 wurde Tschibirow durch einen Cousin, Eduard Kokoity, abgelöst, weil sich der einflussreiche Tedejew-Familienclan um den früheren Chef des südossetischen Sicherheitsrats Albert Tedejew und seinen Bruder Dschambulat, einen ehemaligen Ringerweltmeister und Trainer der sowjetischen Nationalmannschaft, von ihm abgewandt hatte.
Wegen wirtschaftlicher Vorteilsnahme innerhalb des Tedejew-Clans wurde der Sohn von Ludwig Tschibirow, Alexei, im Januar 2003 zunächst durch Mitarbeiter des südossetischen Geheimdienstes verhaftet, nach Rückkehr von Kokoity dann wieder freigelassen. Im Mai 2003 wurde Tschibirow in Südossetien der Korruption und der Erteilung politischer Auftragsmorde beschuldigt.
Tschibirow lebt heute im russischen Wladikawkas. Sein politischer Ziehsohn Dmitri Sanakojew, den er 2001 zu seinem letzten Premierminister ernannte, wurde am 12. November 2006 in einem alternativen Referendum zum Präsidenten der damals georgisch kontrollierten Teile Südossetiens gewählt. Seit dem Kaukasuskrieg 2008 kontrolliert die georgische Zentralregierung keine Gebiete mehr in Südossetien.